# David Brownlow
Pour les articles homonymes, voir Brownlow.
David Ellis Brownlow, né en 1963; est un entrepreneur britannique, philanthrope et pair à vie. Il siège en tant que membre de la Chambre des lords et est vice-président du Parti conservateur de juillet 2017 à juillet 2020.
Il est le fondateur de la David Brownlow Charitable Foundation

## Biographie
Lord Brownlow cofonde le cabinet de conseil en affaires Huntswood en 1996 et en 2013 et cofondé la société d'investissement Havisham .
Lord Brownlow est nommé Commandeur de l'Ordre royal de Victoria (CVO) à l'occasion de l'anniversaire 2018 et nommé adjoint du Lord Lieutenant du comté royal de Berkshire en janvier 2018.
Il obtient une pairie à vie dans les honneurs de démission de Theresa May et est créé baron Brownlow de Shurlock Row, de Shurlock Row dans le comté royal de Berkshire, le 9 octobre 2019 et présenté à la Chambre le 15 octobre 2019,.